# Tiyas
Tiyas (tiếng Ả Rập: التياس hay còn gọi là al-Safa tiếng Ả Rập: الصفا) là một ngôi làng ở miền trung Syria, một phần hành chính của Tỉnh Homs, phía đông Homs. Nó nằm ở sa mạc Syria và các địa phương gần nhất là Tadmur (Palmyra) ở phía đông, trung tâm của al-Qaryatayn ở phía tây nam, Furqlus ở phía tây và Uqayribat ở phía tây bắc. Theo Cục Thống kê Trung ương (CBS), Tiyas có dân số 2.564 người trong cuộc điều tra dân số năm 2004.
Tiyas cũng ở gần căn cứ Không quân Syria cùng tên nằm ở phía tây nam. Trong những năm 1970 và 1980, Liên Xô đã được tiếp cận căn cứ không quân quân sự Tiyas để triển khai định kỳ máy bay hải quân. Căn cứ tại Tiyas cũng được sử dụng để tuần tra hạm đội hải quân của Hoa Kỳ ở Biển Đông Địa Trung Hải.